# Xanthorhoe breviaria
Xanthorhoe breviaria là một loài bướm đêm trong họ Geometridae.